# Honoré Daumet
Pierre Jérôme Honoré Daumet (* 23. Oktober 1826 in Paris; † 12. Dezember 1911 ebenda) war ein französischer Architekt.

## Leben
Daumet absolvierte die École nationale supérieure des beaux-arts de Paris und war Prix-de-Rome-Preisträger für Architektur des Jahres 1855. Als Mitglied der Abteilung Schöne Künste des archäologischen Instituts Frankreichs in Athen, der École française d’Athènes nahm Daumet im Jahre 1861 an Ausgrabungen von Léon Heuzey in Makedonien teil, die Napoleon III. aus Interesse an den Schlachtfeldern von Gaius Iulius Caesar und im Speziellen an der Schlacht von Pharsalos in Auftrag gegeben hatte. Die Ausgrabung brachte Erkenntnisse über die bis dahin archäologisch wenig erforschte Region und bereicherte den Louvre um einige Exponate; die Qualität der Zeichnungen, die Daumet bei dieser Mission anfertigte, machen die Ausgrabungen bis heute berühmt. 
Ab 1862 begann Daumet, Architektur zu unterrichten. Parallel dazu bekleidete er die Funktion des Inspecteur-Général des Bâtiments Civils. Ab 1867 assistierte er Louis Joseph Duc beim Bau des Palais de Justice in Paris und führte die Arbeiten nach dem Tode Ducs weiter. Im Auftrag von Henri d’Orléans leitete er den Wiederaufbau des Schlosses Chantilly. Im Jahre 1885 wurde Daumet zum Mitglied der Académie des Beaux-Arts gewählt. 1895 wurde er als assoziiertes Mitglied in die Académie royale des Sciences, des Lettres et des Beaux-Arts de Belgique aufgenommen.
Zu seinen Schülern gehörten Charles Girault, Frantz Jourdain, Mac Kim, Walter-André Destailleur und Hector d’Espouy. Daumet war mit der Tochter des Architekten Charles Questel verheiratet. Mit dem Bildhauer Henri Chapu verband ihn eine enge Freundschaft.

## Bauwerke

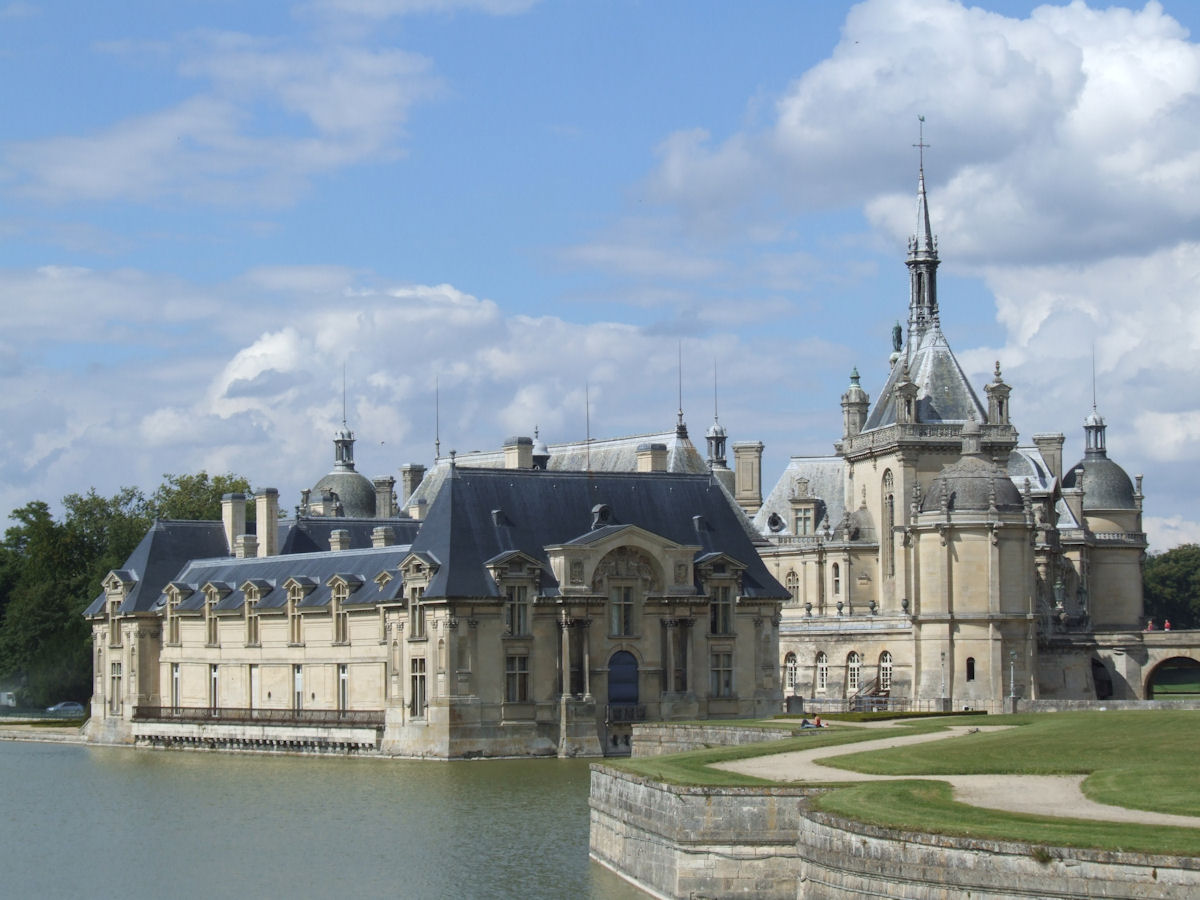
Das Schloss Chantilly

- Erweiterung und Westflügel des Palais de Justice in Paris mit Louis Joseph Duc
- Neubau des Schlosses Chantilly für Henri d’Orléans
- Tribünen der Pferderennbahn von Chantilly
- Basilika Sacré-Cœur de Montmartre, zwischen 1884 und 1886 (Daumet gehörte zu den fünf Architekten, die nach dem Tod von Paul Abadie nacheinander die Bauarbeiten leiteten. Im Jahre 1886 gab Daumet die Führung der Bauarbeiten an Charles Laisné ab.)
- Grenoble, Palais de Justice, Palais des Facultés
- Restaurierung des Theaters von Orange
- Restaurierung des alten Schlosses von Saint-Germain-en-Laye
- Restaurierung der Schlosskapelle von Versailles
- Ecce-Homo-Basilika des Orden der Schwestern von Sion in Jerusalem